# Ашбах (Њемачка)
Ашбах (њем. Aschbach) град је у њемачкој савезној држави Рајна-Палатинат. Једно је од 98 општинских средишта округа Кузел. Према процјени из 2010. у граду је живјело 353 становника. Посједује регионалну шифру (AGS) 7336005.

## Географски и демографски подаци
Ашбах се налази у савезној држави Рајна-Палатинат у округу Кузел. Град се налази на надморској висини од 270 метара. Површина општине износи 4,5 km². У самом граду је, према процјени из 2010. године, живјело 353 становника. Просјечна густина становништва износи 79 становника/km².